# Fonds de promotion de l’industrie cinématographique et audiovisuelle
 (juillet 2022).
La mise en forme du texte ne suit pas les recommandations de Wikipédia : il faut le « wikifier ».
Les points d'amélioration suivants sont les cas les plus fréquents. Le détail des points à revoir est peut-être précisé sur la page de discussion.
- Les titres sont pré-formatés par le logiciel. Ils ne sont ni en capitales, ni en gras.
- Le texte ne doit pas être écrit en capitales (les noms de famille non plus), ni en gras, ni en italique, ni en « petit »…
- Le gras n'est utilisé que pour surligner le titre de l'article dans l'introduction, une seule fois.
- L'italique est rarement utilisé : mots en langue étrangère, titres d'œuvres, noms de bateaux, etc.
- Les citations ne sont pas en italique mais en corps de texte normal. Elles sont entourées par des guillemets français : « et ».
- Les listes à puces sont à éviter, des paragraphes rédigés étant largement préférés. Les tableaux sont à réserver à la présentation de données structurées (résultats, etc.).
- Les appels de note de bas de page (petits chiffres en exposant, introduits par l'outil «  Source ») sont à placer entre la fin de phrase et le point final[comme ça].
- Les liens internes (vers d'autres articles de Wikipédia) sont à choisir avec parcimonie. Créez des liens vers des articles approfondissant le sujet. Les termes génériques sans rapport avec le sujet sont à éviter, ainsi que les répétitions de liens vers un même terme.
- Les liens externes sont à placer uniquement dans une section « Liens externes », à la fin de l'article. Ces liens sont à choisir avec parcimonie suivant les règles définies. Si un lien sert de source à l'article, son insertion dans le texte est à faire par les notes de bas de page.
- La présentation des références doit suivre les conventions bibliographiques. Il est recommandé d'utiliser les modèles {{Ouvrage}}, {{Chapitre}}, {{Article}}, {{Lien web}} et/ou {{Bibliographie}}. Le mode d'édition visuel peut mettre en forme automatiquement les références.
- Insérer une infobox (cadre d'informations à droite) n'est pas obligatoire pour parachever la mise en page.

Pour une aide détaillée, merci de consulter Aide:Wikification.
Si vous pensez que ces points ont été résolus, vous pouvez retirer ce bandeau et améliorer la mise en forme d'un autre article.
Le Fonds de Promotion de l’Industrie Cinématographique et Audiovisuelle en abrégé FOPICA est une institution publique de production, d’exploitation et de promotion cinématographique et audiovisuelle au Sénégal créé en 2002 et lancé le 23 septembre 2013.

## Historique
FOPICA a été institué par la loi n°2002-18 du 15 avril 2002 portant règles d’organisation des activités de production, d’exploitation et de promotion cinématographiques et audiovisuelles qui dispose en son article 9 : « Le concours financier de l’État au développement des activités liées à la cinématographie et à l’audiovisuel se fait par le biais d’un fonds de promotion de l’industrie cinématographique et audiovisuelle dont les modalités d’organisation et de fonctionnement sont fixées par décret ».
Il est lancé le 23 septembre 2013 avec un montant initial d'un milliard de francs CFA.
Le décret n° 2004-736 du 21 juin 2004, complété par l’arrêté n°16352, du 30-10-2014, ainsi que le règlement intérieur fixent les modalités d’organisation et de fonctionnement du FOPICA. 

## Organisation
Le secrétariat permanent est assuré par Abdou Aziz Cissé depuis sa création.

## Objectifs
Le Fonds de Promotion de l’Industrie cinématographique et audiovisuelle a pour objectifs ;
- Accorder des aides financières aux œuvres cinématographiques et audiovisuelles, concernant tous les genres (documentaires, fiction, expérimentaux, animation, web création, vidéo art, jeux vidéo…) et durées (court, moyen et long métrage).
- Prendre en charge les différentes étapes de la production et de la postproduction
- Pour le volet Création, soutenir les projets de films documentaires et fiction qui, lors de leur dépôt au Ministère de la Culture, emplissent les conditions fixées par le Règlement intérieur,
-Pour le volet Innovation Recherche  soutenir les projets de films, quels que soient leurs genres et leurs durées, prenant en compte la diversification des pratiques cinématographiques et audiovisuelles,
-encourager le croisement des disciplines artistiques et de favoriser leur diffusion. 

## Budget du FOPICA
Le président de la république du Sénégal, Macky Sall a pris la décision de doter ce fonds d’un montant d’un milliard (1 000 000 000) de francs CFA, pour son opérationnalisation en 2014. Ainsi, les professionnels du secteur peuvent présenter des projets de film, à travers des structures de production légalement constituées et enregistrés au Registre Public de la Cinématographie et de l’Audiovisuel (RPCA) du Sénégal.
Le budget passera à 2 milliards de francs Cfa, à partir de 2022. L’annonce a été faite par le chef de l’Etat sénégalais Macky Sall, lors de la cérémonie de clôture de la 27éme édition du FESPACO, à Ouagadougou dont le Sénégal était pays invité d’honneur.

## Administration
Le FOPICA est administré par un Comité de gestion paritaire, composé de représentants de l’État ainsi que des professionnels du cinéma et de l’audiovisuel. Ce comité exerce ses prérogatives dans les limites de l’objet du Fonds et conformément à la politique cinématographique et audiovisuelle de l’Etat du Sénégal. Ce comité s’attache les services de lecteurs organisés en collèges et qui donnent un avis consultatif sur chacun des projets soumis.